# サテュロス1世
サテュロス1世（希：Σάτυρος Α'、ラテン文字転記：Satyros I、？-紀元前393年、在位：紀元前433年-紀元前393年）はスパルトコス朝のボスポロス王である。

## 概要
サテュロス1世は先代の王スパルタコス1世の子であり、次代の王レウコン1世の父である。サテュロスの時代にボスポロスはアテナイと友好的な関係を取り結び、両者の間の商業が活発だった。サテュロスはイソクラテスの父ソパイオスと密接な関係を持ち、彼は王国の重鎮であったが、ソパイオスが謀反を企んでいるという讒言によってサテュロスは彼を逮捕して子のイソクラテスの金を押収してボスポロスへの帰港を命じた。しかし、後になってソパイオスは放免されて釈放された。
また、サテュロスはスキタイ人の一派であるシンドイ人の王ヘカタイオスと自分の娘を結婚させようとし、ヘカタイオスに彼の妻のティルガタオを殺すよう迫った。しかし、ヘカタイオスは妻を殺さず、砦に幽閉した。ティルガタオは砦を脱走し、イクソマタイという土地に逃げてイクソマタイ人の王と結婚し、イクソマタイ人にヘカタイオスとサテュロスの領土を略奪させた。これに辟易した両名は講和を求め、サテュロスは息子のメトロドロスを人質として引き渡した。しかし、サテュロスが嘆願者を装って暗殺者を送ったが、それは失敗に終わった。暗殺者を拷問にかけてサテュロスの計画を知ったティルガタオはメトロドロスを殺し、戦争を再開した。戦いの最中にサテュロスは死に、後を次いで王になった彼の息子のゴルギッポスは彼女に莫大な賠償金を支払うことでようやく戦争を終わらせた。